# Жермен Бофран
Жермен Бофран (фр. Germain Boffrand; 1667, Нант — 19 березня 1754, Париж) — французький архітектор і дизайнер інтер'єрів.

## Життєпис. Ранні роки в Лотарингії
Народився в місті Нант. Походить з родини архітектора і скульптора герцога Лотарингії Жана Бофрана. Мати з родини Кіно́, французький поет і драматург Філіпп Кіно (Philippe Quinault) — її рідний брат.
Хлопчик був другим сином з дванадцяти дітей родини. Перші художні навички отримав в майстерні батька. Статки родини дозволили навчати старшого сина Жана та молодшого Жермена в Нантському університеті. По закінченні навчання в Нанті, мати вивезла 1682 року здібного Жермена в Париж, аби використати підтримку брата — Філіпа Кіно заради кар'єри сина.

## У Парижі

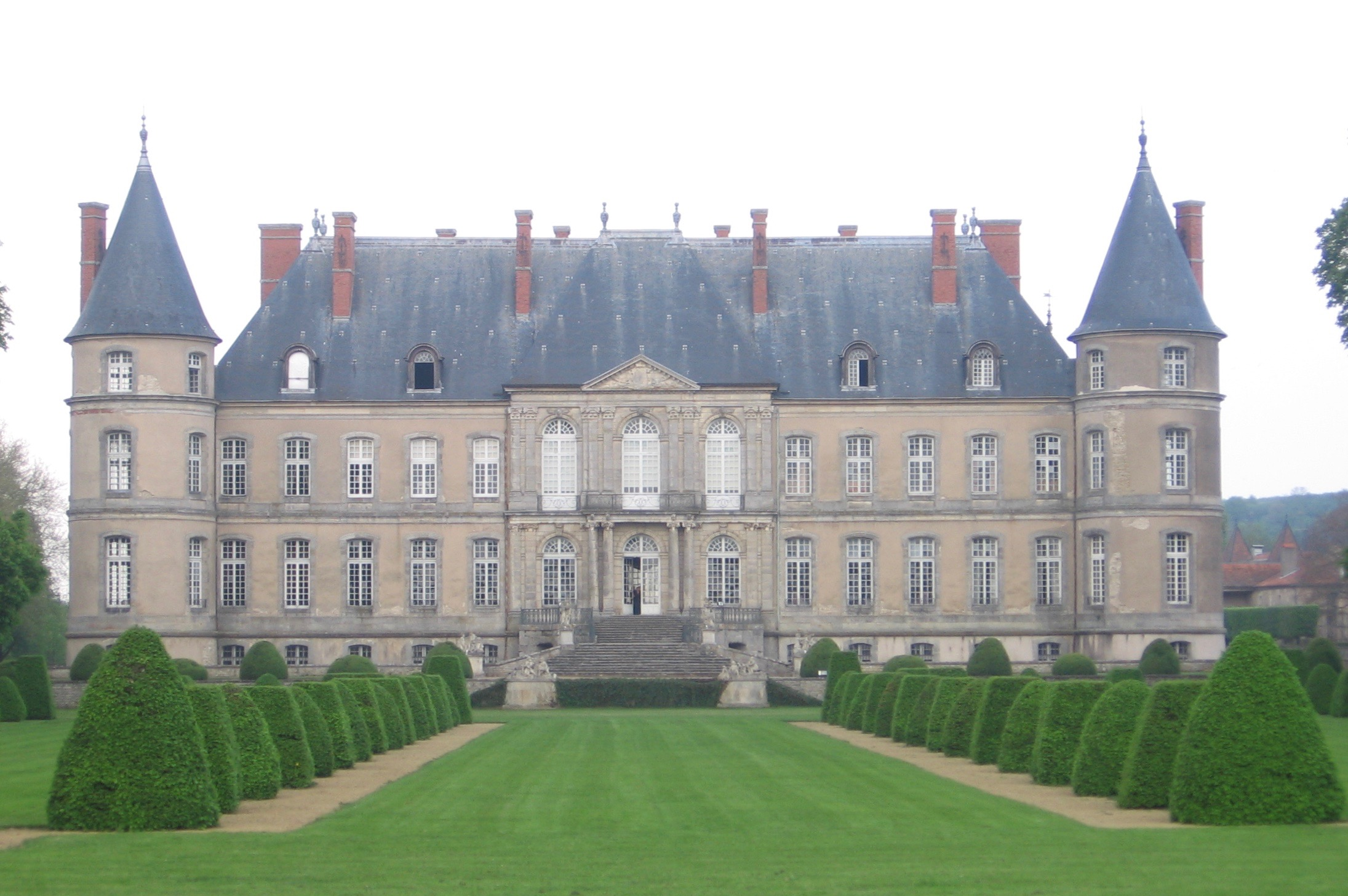
замок д'Аруе, перебудови Ж. Бофрана

Жермен Бофран починав художню кар'єру в Парижі як скульптор в майстерні Франсуа Жирардона. Дядя (Філіп Кіно) ввів здібного юнака в коло тодішніх аристократів (майбутніх замовників) і з відомими діячами мистецтв. Згодом Жермен обрав головною сферою власних зацікавлень архітектуру.
Серед перших робіт молодого архітектора — Оранжерея в Версалі (ремонти). Він працює креслярем на будівництві Вандомської площі в Парижі з 1686 року, де відповідав за перші проєкти, та в монастирі капуцинів.
Конкуренція серед архітекторів в Парижі була надзвичайною, тому в період між 1699—1709 рр. незадіяний архітектор покинув Париж і працював в Лотарингії, котра ще не була захоплена Францією і була самостійною державою, та в Нідерландах. 1709 року він повернувся в Париж. В цей період відбулося формування архітектурного стилю Жермена Бофрана, пов'язаного з особливостями пізнього бароко Лотарингії та Південних Нідерландів, пишного, важкуватого і монументального в деталях і формах.
Експериментував Бофран і з дахами. У Франції, де полюбляли різновеликі дахи і башточки, він давав варіанти як з типовими високими дахами, майже середньовічними (замок д'Аруе, замок в Люневілі, Отель Субіз, герцогський замок в Нансі, власний замок Château de Thuillières), так і дахи пласкі, повністю приховані парапетом зі скульптурами (проєкт замку Мальгранж.)

## Барокові корені творчості

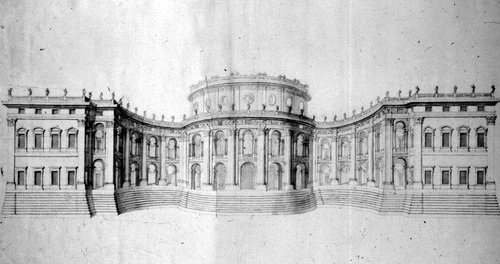
Лоренцо Берніні. Проєкт добудов до палацу Лувр (?)
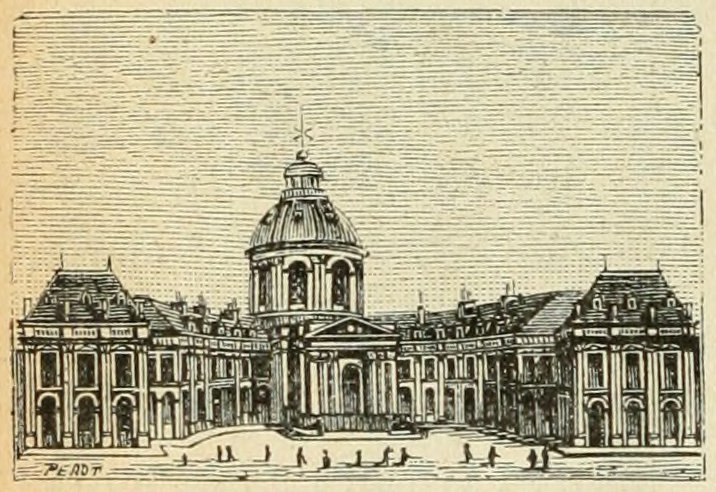
Луї Лево. Коллеж Чотирьох Націй, головний фасад.
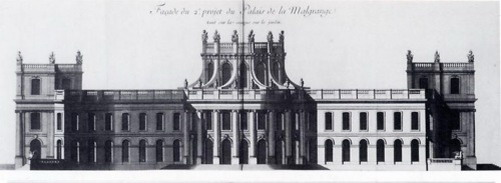
Ж. Бофран. Замок Мальгранж, проєкт

В арсеналі французьких архітекторів важливе місце посіла тричастинна композиція — центральний (високий) корпус, два бічні павільйони і галереї, що пов'язують все в єдине ціле. За цією схемою побудовані -
- Люксембурзький палац, головний фасад (арх. Соломон де Брос)
- замок Шеверні(арх. Жак Буйє де Блуа)
- Колеж чотирьох націй (арх. Луї Лево)

Звертався до цієї схеми і відомий майстер римського бароко — Лоренцо Берніні. З його творами пов'язаний головний фасад невідомої споруди, яку роспізнають як варіант добудов палацу Лувр. Схема отримає характер канонічної для низки архітекторів XVIII і навіть XIX століття. За нею будуватимуть прибічники рококо і класицизму в Швеції (Дроттнінгхольм, Китайський будиночок-палац.) За цією схемою побудована низка садиб в Російській імперії, митці якої надзвичайно спростували чи взагалі відмовившись від декору фасадів.
Але ні у кого, окрім Жермена Бофрана, не відчувались так сильно барокові корені його мистецтва. Це доводить проєкт замку Мальгранж та його порівняння з бароковим проєктом добудов Лоренцо Берніні. В обох заокруглений центральний об'єм, бічні павільйони і напівциркульні галереї, котрі пов'язуюсь композицію в єдине ціле. У Бофрана бароковий характер споруди підсилюють великі волюти центральної вежі, запозичені архітектором у барокових церков і скульптури на парапетах, котрі візуально закінчують волюти і пілястри (типова деталь барокових споруд). І лише вигладжені фасади галерей та бічних павільйонів, прикрашених тільки вікнами та пілястрами, свідчать про впливи класицизму.

## Народження рококо

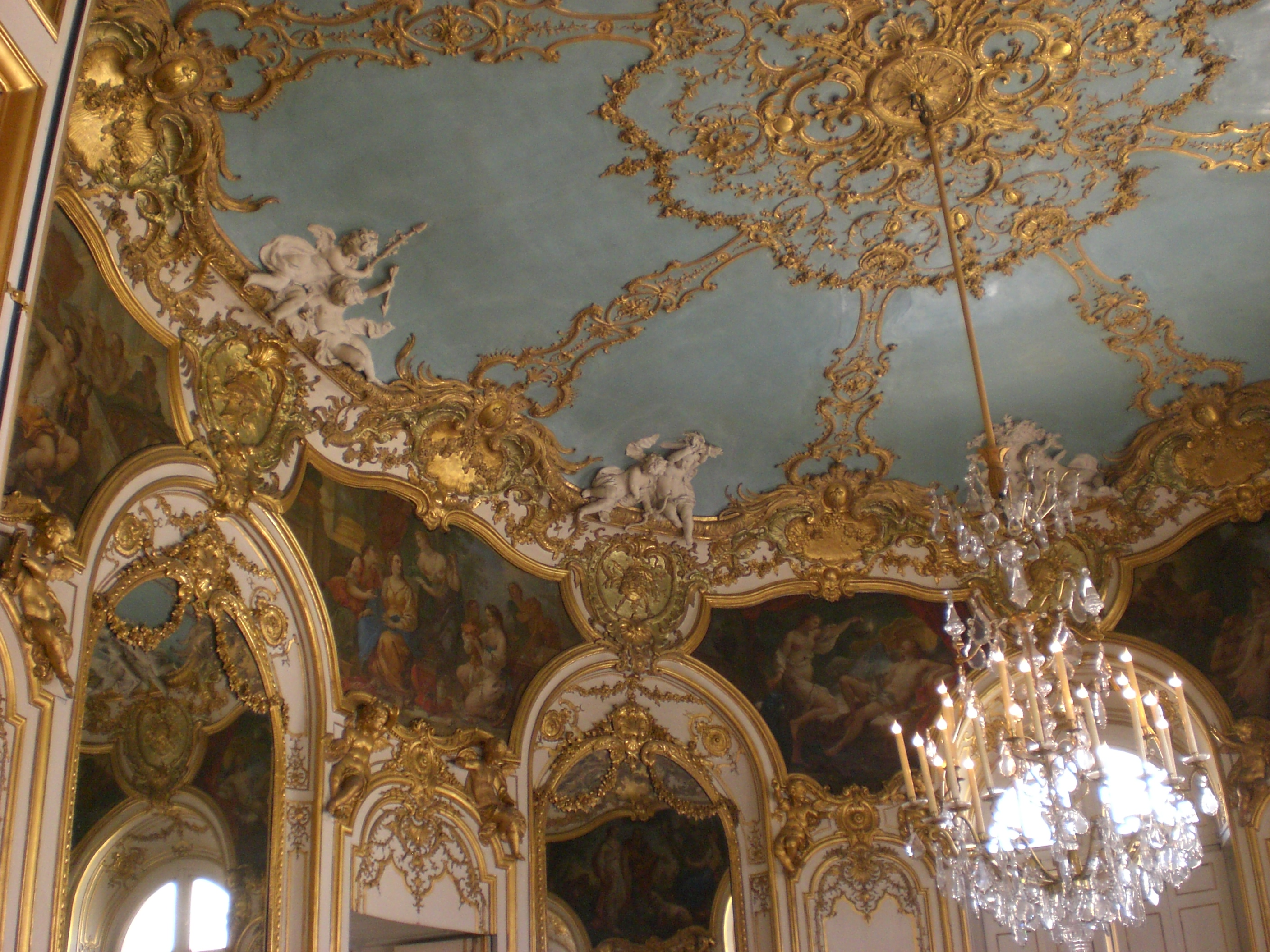
Жермен Бофран, інтер'єр готелю Субіз — зразок стилю рококо

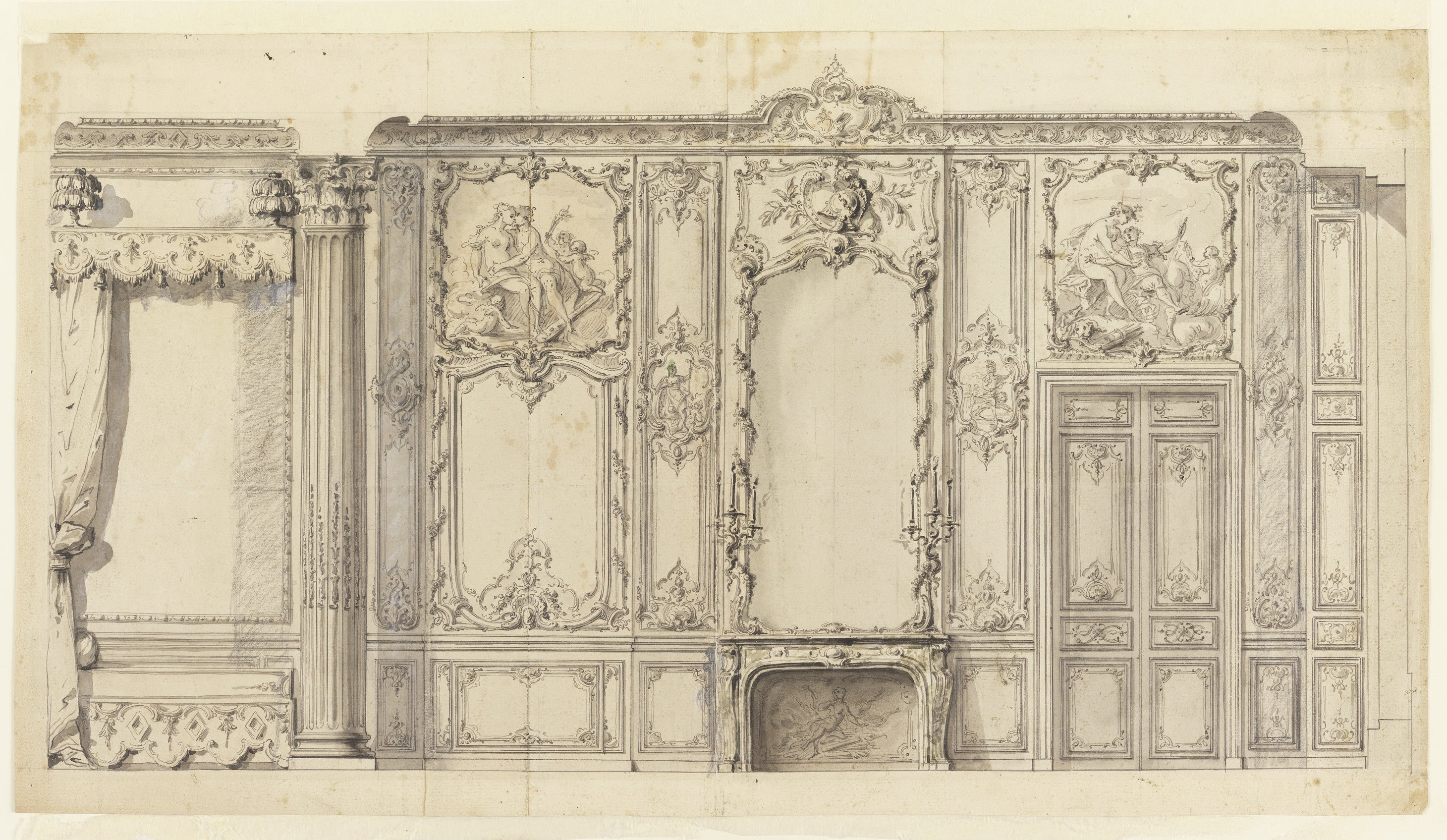
Проєкт Ж. Бофрана. Декор спальні принца де Роган, Готель де Субіз, знищено

Початок XVIII століття в Парижі був відзначений народженням стилю рококо. До формування нового стилю в живопису були причетні художники француз Антуан Ватто й італійка з Венеції Розальба Кар'єра, діяльно підтримані багатієм і меценатом П'єром Кроза. Жермен Бофран став першою значною фігурою серед дизайнерів інтер'єрів, започаткувавших рококо в палацовому декорі численних готелів (приватних міських маєтків французьких аристократів). Овальна зала готелю Субіз стала зразком нового стилю — з його відмовою від класичної тектоніки і колон-пілястр, з арочними вікнами, рослинним декором, що оплітав картини-вставки і переходив на стелю. Ордерний декор заміняють на дерев'яні панелі, картини і дзеркала вплітають в чудернацькі звивисті орнаменти, легкі і примхливі. Важливою особливістю інтер'єрів стають легкі й зручні меблі, котрі витісняли пишні і важкі меблі бароко. Примхливі орнаменти і низка дзеркал ламали реальні кордони приміщень і перетворювали їх на ілюзорні, майже казкові помешкання. (Роботи проведені з 1732 року, інтер'єри знищені).

## Архітектурна практика і кар'єра

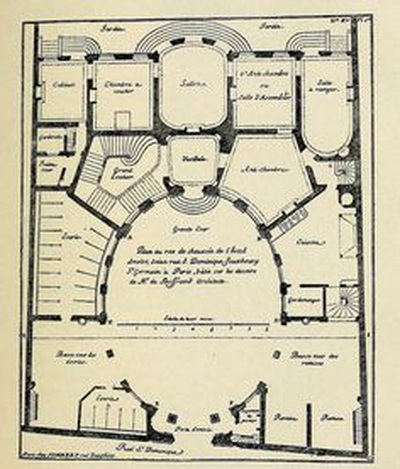
Ж. Бофран. План палацу д'Амело для Парижа. 1712 рік.
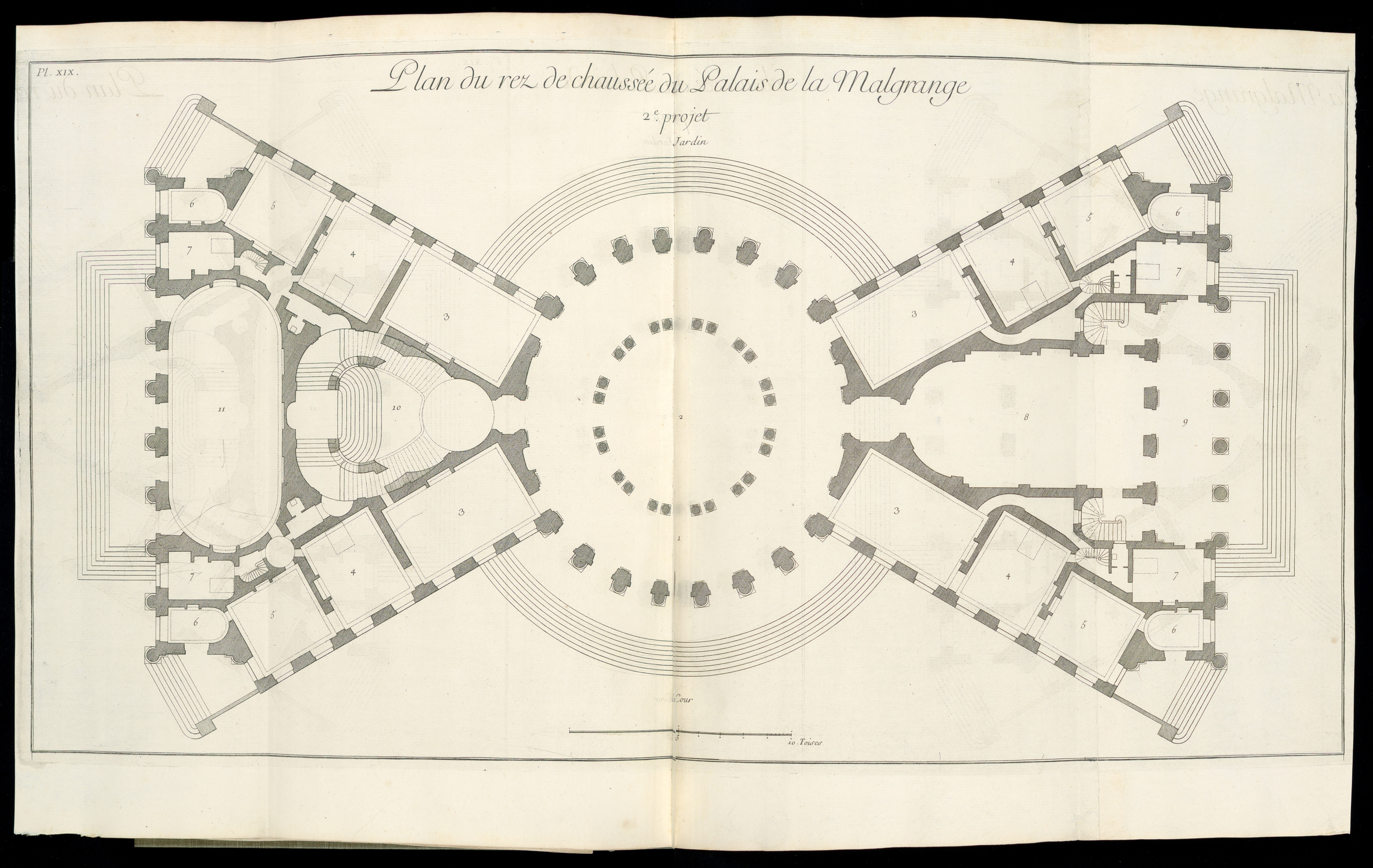
Ж. Бофран. Поземний план замку-палацу Мальгранж для міста Нансі, 1711-1715 рр.
Ж. Бофран. Мисливський замок Ступініджі, Турин, план.
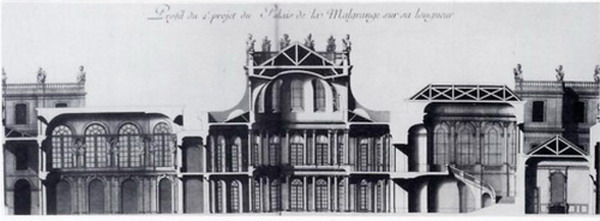
Замок Мальгранж, розріз
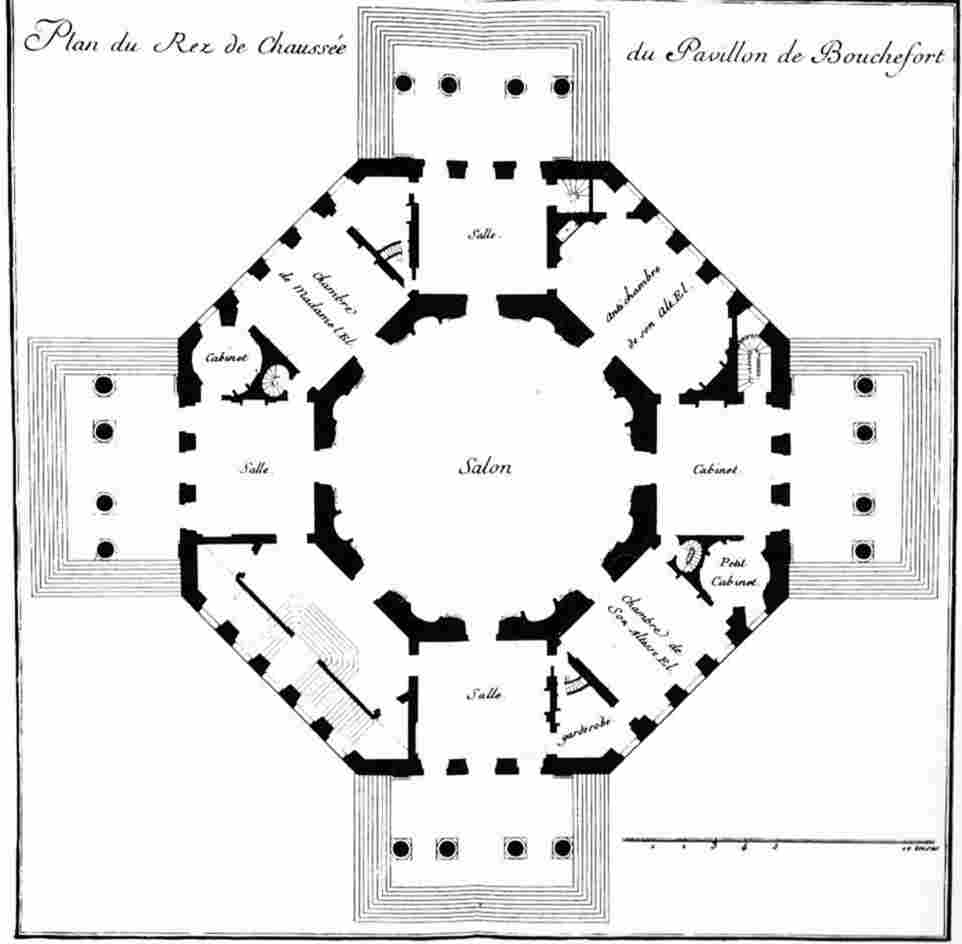
Ж. Бофран. План мисливського замку Бошфор у Брюсселі
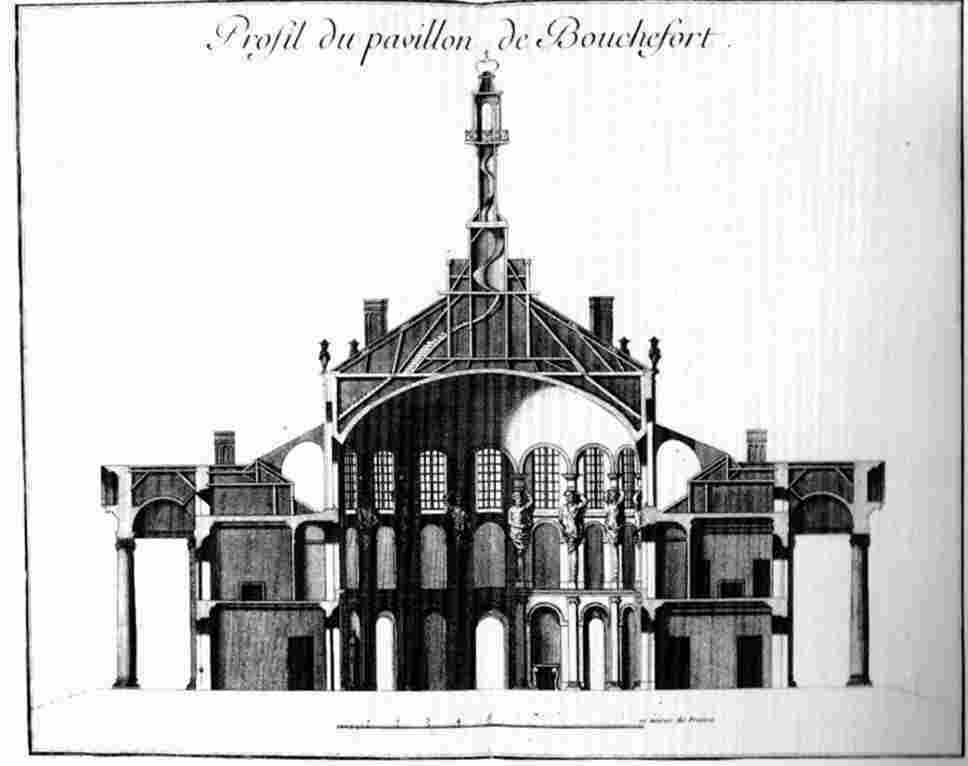
Ж. Бофран. Розріз замку Бошфор в Брюсселі
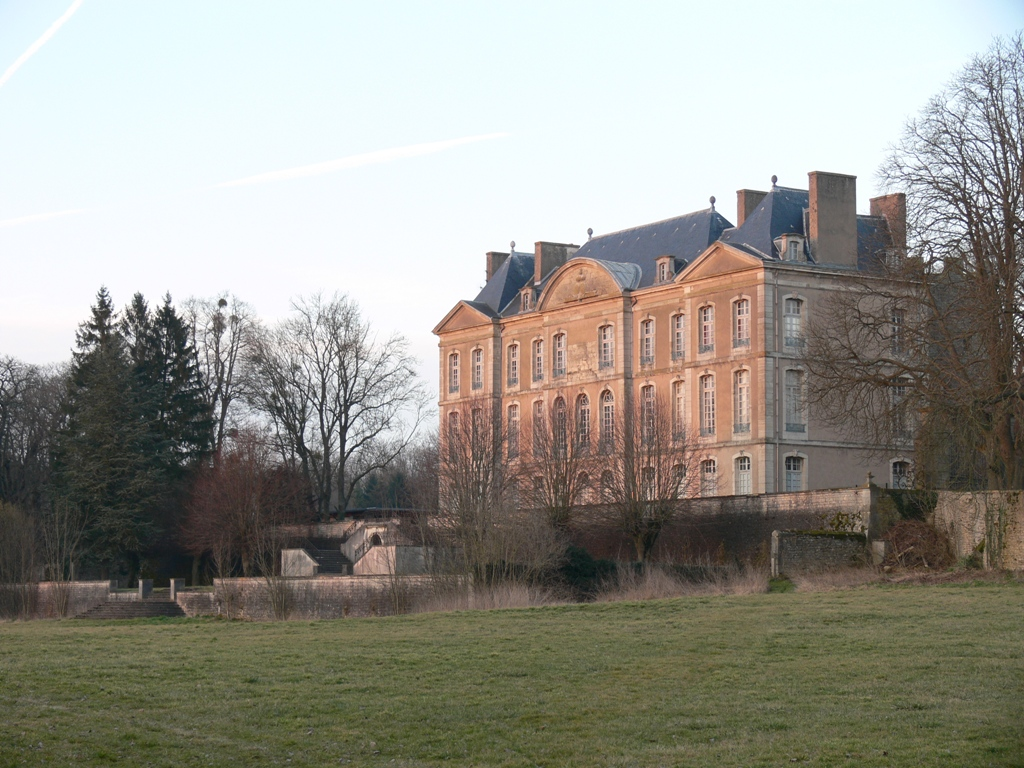
Ж. Бофран. Замок-палац д'Альнуа.

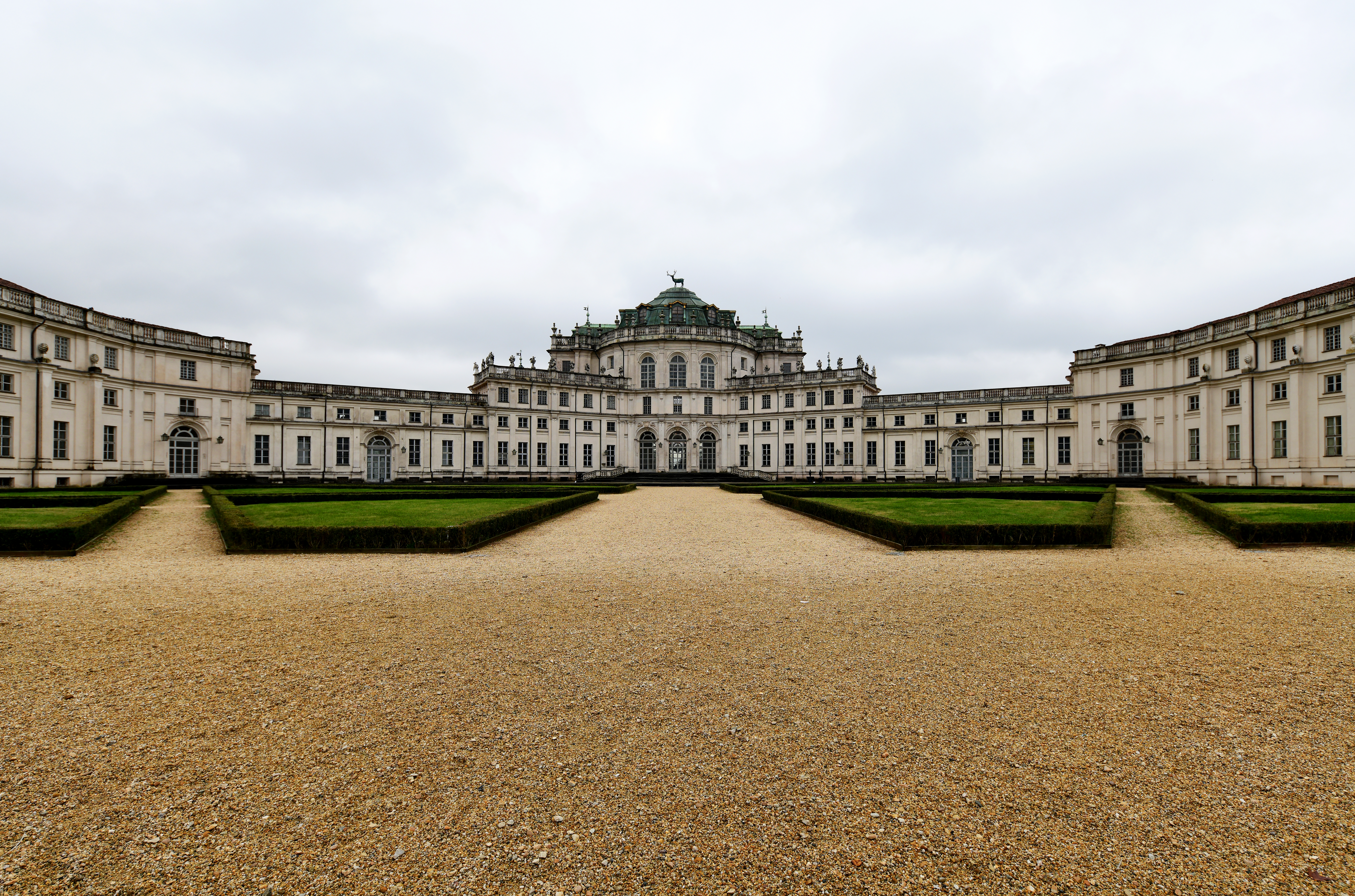
Мисливський замок Ступініджі, фасад на почесний двір.

Ще сміливішим був Жермен Бофран у власних архітектурних проєктах. Не відмовляючись від важкуватої монументальності барокового класицизму Франції, він сміливо поєднує гнучкі й ефектні барокові форми зі знахідками архітекторів-попередників на кшталт Франсуа Мансара, Жака Буйє де Блуа чи Луї Лево. Компромісно поєднані об'єми, взяті із барокових церков, з житловими блоками дали незвичний для французького класицизму XVII століття ефект пишної імпозантності і репрезентативності. Цей ефект особливо відчутний в споруді замку-палацу в Люневілі чи в проєкті замку-палацу Мальгранж. Бофран сміливо ігнорував архітектуру Версаля, котру почали розглядати як зразок і майже канонізували. Архітектурні споруди Бофрана розглядались як неможливі в проєктах для короля, але були цілком принадними для приватних палаців аристократії, як французької, так і західноєвропейської. Саме цей прошарок французького суспільства разом з багатіями третього стану сприймали його сміливі проєкти і реалізовували їх.
З французом Бофраном радиться архітектор-італієць, котрий будує мисливський замок в Ступініджі в П'ємонті — з його двома курдонерами, діагональними флігелями, котрі надзвичайно активно втручаються в природне оточення. З паризьким митцем радиться курфюрст Баварії Максиміліан II, в замку якого створені фонтан і мисливський павільйон за проєктами Бофрана. З паризькою зіркою радився німецький архітектор Бальтазар Нейман під час свого перебування в столиці Франції. Деякий час Бофран бере участь в будівництві палацу-резиденції князя-єпископа в місті Вюрцбург, що сприяє розповсюдженню стилю регентства по князівським резиденціям в Європі. За проєктами Бофрана було виконано декор анфілади парадних залів.
З 1709 року він — академік Королівської академії архітектури. Вже через рік після прибуття в Париж Бофрана 1710 року запросили на перебудову палацу Бурбон. Архітектор брав участь в конкурсі на створення площі короля Людовіка XV. З 1711 року його призначили на посаду надвірного архітектора герцога Лотарингії. В 1712—1715 роках він вибудував палацик в новому кварталі Парижа Фобур Сент-Оноре, котрий згодом став відомий як Отель де Дюрас. Жермен Бофран перебудував низку приватних замків в провінціях Франції.
1724 року Бофран головний архітектор будівництва шпиталів і лікарень — серед його робіт Виховний будинок-прихисток в Іль де ла Сіте і Будинок для позашлюбних дітей (1727 рік, знищений). Жермен Бофран добудовував комплекси лікарень Сальпетріер, Отель Дьє та Бісетр.
Помер в Парижі на 87 році життя.

## Учні

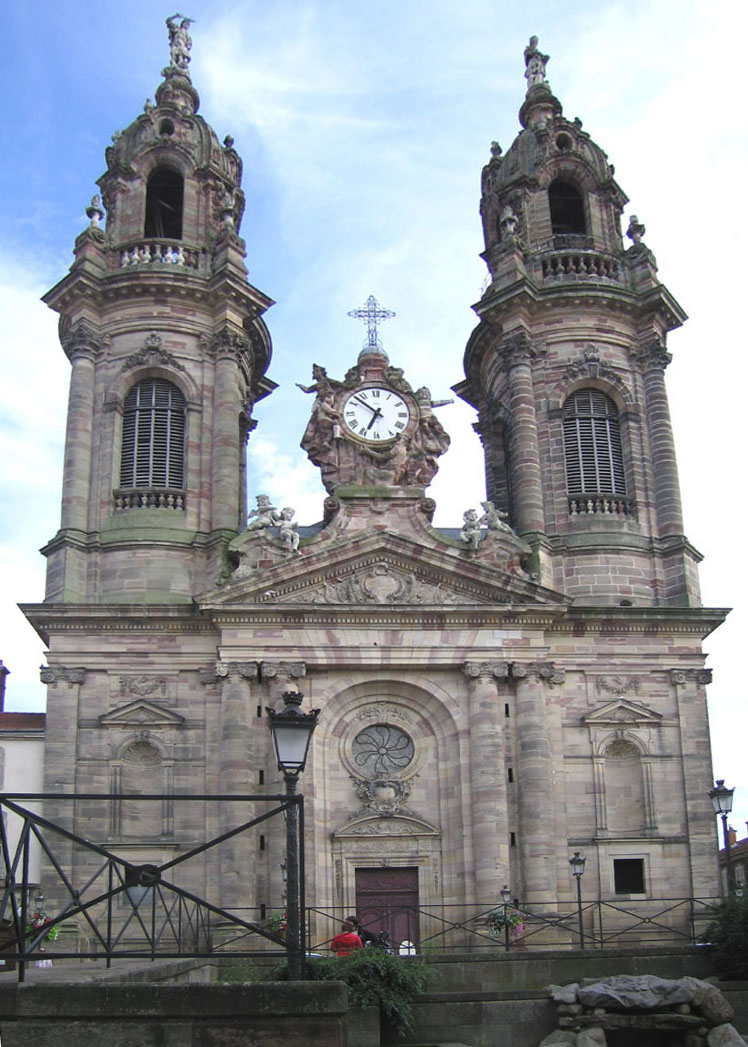
Церква Сен Жак, Люневіль.

- Шарль-Луї Клеріссо (Charles-Louis Clérisseau, 1721—1820), відомий дослідник давньоримської архітектури
- Еммануель Ере де Корні (1705—1763), будівничий барокової церкви Сен Жак в місті Люневіль і комплексу палацу короля Станіслава в Нансі.
- Домінік Франсуа Бар Шефдевілле (François Dominique Barreau de Chefdeville, 1725—1765)

## Родина
Жермен Бофран був одружений. Два його сини працювали в архітектурній майстерні батька. Але вони померли раніше за батька (перший в 1732, другий в 1745 р.)

## Вибрані твори

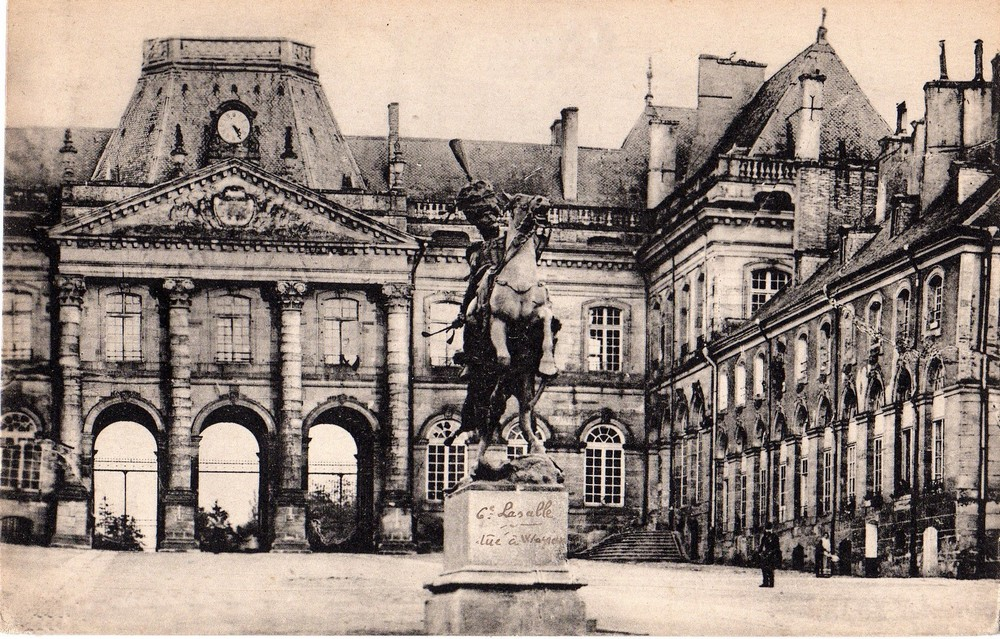
Замок-палац у Люневілі, Лотарингія

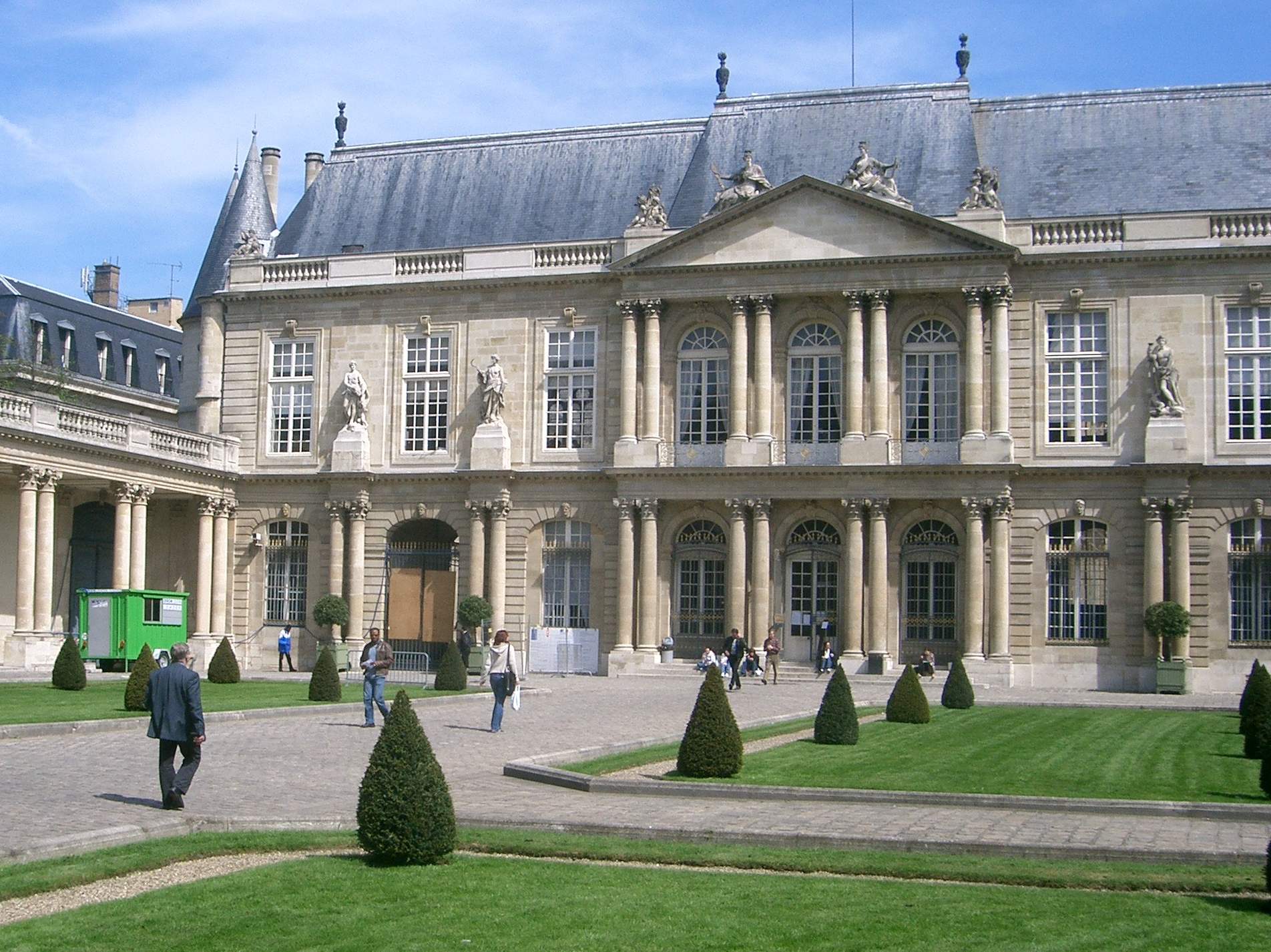
Дворик готелю Субіз, Париж

- Арсенальна бібліотека (Париж, перебудови і збільшення)
- Готель Субіз, інтер'єри в стилі рококо
- Готель де Віллар
- Готель де Брольї
- Готель де Майєн
- Готель Малий Люксембург
- Готель Лебрен
- Готель де Месм, перебудови
- Готель Феррарі, Нансі
- Готель Бово-Краон
- Замок д'Аруе, перебудови
- Замок Альнуа (Château d'Aulnois)
- Замок Герцога Лотарингії, добудови, Нансі
- Шато де Люневіль
- Мисливський замок, Коммерсі, Лотарингія
- Палац Юстиції
- Церква Сент Меррі, каплиця
- Катедральний собор Нансі, вівтар
- Катедральний собор в Нанті, вівтар
- Палац Ступініджі, Турин, Італія, план палацу
- Палац, Вюрцбург, Німеччина, парадні сходи та ін.

## Друковані видання
- («Книга архітектури»), 1745 рік